# 星吉昭
星 吉昭（ほし よしあき、1946年3月16日 - 2004年10月1日）は、日本のシンセサイザー奏者。

## 経歴
宮城県栗原郡若柳町（現在の栗原市）出身。1971年、ビクター電子音楽コンクールでグランプリ受賞。1980年、姫神せんせいしょん結成。翌年、シングル「奥の細道」でレコード・デビュー。シンセサイザーで表現した日本の原風景的音楽で注目を集める。
大学時代を東京で過ごしていた頃は、ディキシーランド・ジャズに傾倒していた。帰郷後、南部牛追唄をシンセサイザーで演奏できないかという些細な考えがきっかけとなり、姫神せんせいしょんを結成する。
1984年、ユニット名を姫神と改め、ソロ・ユニットとして活動を始める。活動の拠点を岩手県和賀郡東和町（現在の花巻市）の田瀬湖畔に置き、「北人霊歌」と呼ばれる音楽を発信し続ける。
2003年、東北地方の音楽を世界に発信することを目的としてノースジャパンレコードを設立する。
2004年10月1日 心不全のため58歳で岩手県内の病院で死去。
その後、姫神は息子の星吉紀が引き継ぎ、活動を続けている。

## 人物
- ファンに対して非常に気さくに接することで有名である。
  - あるファンがサインをもらおうとしてデビュー作である「奥の細道」のレコードジャケットを持って楽屋を訪ねたところ、「おお、買ってくれたのか。ありがとう。」と握手をした、というエピソードがある。
- 幼少の頃、父親に連れられて生まれて初めて海を見に行った時、台風の接近で海が荒れており、それ以来、海に対しては「怖い」というイメージしかなかったという。「海道を行く」などの海をモチーフにした作品は、ほとんど星や空をイメージして作っていたという。
- レコーディングを行う環境に大きく影響を受けることがある。
  - デビュー曲「奥の細道」は、東京で録音したシングルバージョンの方が、盛岡で録音したアルバム『奥の細道』のバージョンよりもテンポが速い。
  - 真冬の山荘で録音された「遠野」には張り詰めた雰囲気が漂っているのに対して、同じ山荘で初夏に録音された「姫神」は、明るく開放的な雰囲気を持っている。
- 使用してきたシンセサイザーは一台も手放すことなく全てスタジオに所有していた。